# 3891 Вернер
3891 Werner је астероид главног астероидног појаса чија средња удаљеност од Сунца износи 2,404 астрономских јединица (АЈ).
Апсолутна магнитуда астероида је 14,7.